# دریای آری‌آکه

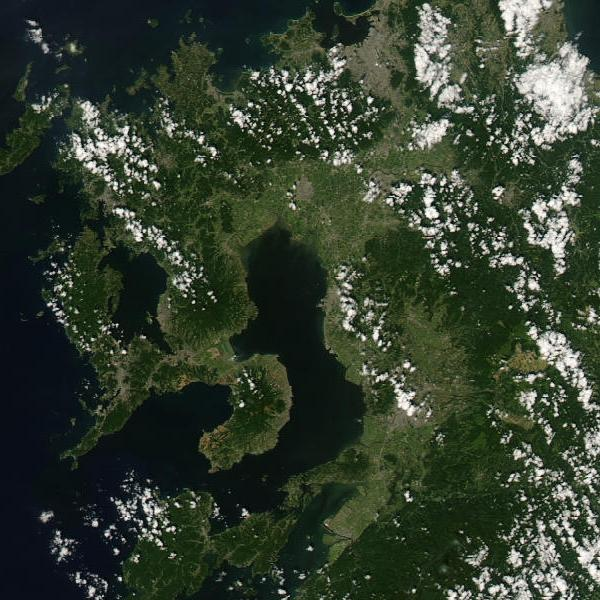
تصویر ماهواره‌ای ناسا از دریای آری‌آکه در سال ۲۰۰۷

دریای آری‌آکه (به ژاپنی: 有明海 Ariake-kai) یک خلیج احاطه شده توسط استان فوکوئوکا، استان ساگا، استان ناگاساکی، و استان کوماموتو، که همه این استان‌ها در کیوشو در ژاپن واقع شده‌اند.